# علاقات صحافية
 العلاقات الصحافية هي العلاقات التي تجمع بين وكلاء العلاقات العامة من جهة ومن جهة ثانية بين الصحافيين وغيرهم من الإعلاميين.